# Élections sénatoriales de 2020 au Nouveau-Mexique
Les élections sénatoriales de 2020 au Nouveau-Mexique ont lieu le 3 novembre 2020 afin d'élire les 42 membres du Sénat de l'État américain du Nouveau-Mexique.
Le Parti démocrate garde le contrôle du Sénat.

## Système électoral
Le Sénat du Nouveau-Mexique est la chambre haute de son parlement bicaméral. Il est composé de 42 sièges pourvus pour quatre ans au scrutin uninominal majoritaire à un tour dans autant de circonscriptions.

## Résultats
|       | Parti démocrate (D)   | 27 | 1             |  |  |  |
|       | Parti républicain (R) | 15 | 1             |  |  |  |
|       |                       |    |               |  |  |  |
| Total | Total                 | 42 | en stagnation |  |  |  |